# Dendroligotrichum
Dendroligotrichum — рід мохів родини політрихових (Polytrichaceae). Містить чотири види. Поширені в Південній Америці та Новій Зеландії.

## Види
- Dendroligotrichum dendroides
- Dendroligotrichum microdendron
- Dendroligotrichum squamosum
- Dendroligotrichum tongariroense